# Elymnias melanthes
Elymnias melanthes är en fjärilsart som beskrevs av Grose-smith 1897. Elymnias melanthes ingår i släktet Elymnias och familjen praktfjärilar. Inga underarter finns listade i Catalogue of Life.